# Cryptopipo litae
El saltarín del Chocó (Cryptopipo litae), es una especie de ave paseriforme de la familia Pipridae, una de las dos perteneciente al género Cryptopipo, anteriormente tratada como un grupo de subespecies del saltarín verde (Cryptopipo holochlora). Es nativa del noroeste de América del Sur y extremo sureste de América Central.

## Distribución y hábitat
Se distribuye desde el sureste de Panamá, hacia el sur, por la pendiente occidental de los Andes de Colombia, hasta el centro oeste de Ecuador.
El hábitat natural de esta especie es el sotobosque de bosques húmedos, en tierras bajas o en las colinas, por debajo de los 1500 m de altitud.

## Sistemática

### Descripción original
La especie C. litae fue descrita por primera vez por el ornitólogo austríaco Carl Eduard Hellmayr en 1906 bajo el nombre científico de subespecie Chloropipo holochlora litae; la localidad tipo es: «Lita, 3000 pies [c. 915 m], Imbabura, Ecuador».

### Etimología
El nombre genérico femenino «Cryptopipo» se compone de las palabras del griego «kruptos» que significa ‘escondido’, ‘oscuro’, y «pipo, pipōn», una pequeña ave no identificada; y el nombre de la especie «litae», se refiere a la localidad tipo: Lita, Imbabura, Ecuador.

### Taxonomía
La presente especie (junto a suffusa) era tratada como un grupo de subespecies del saltarín verde (Cryptopipo holochlora), pero fueron separadas con base en diferencias morfológicas y de vocalización, lo que fue seguido por las principales clasificaciones.
Las principales diferencias apuntadas para justificar la separación son: las partes superiores de color verde-amarillo y no verde hoja; la garganta, el pecho y los flancos más grises (oliva oscuro); el macho tiene el pico mayor; el canto es muy diferente, un silbido suave y fino, que inicialmente se eleva agudamente y después cae en timbre, el canto de C. holochrora es un silbido ascendente.

### Subespecies
Según las clasificaciones del Congreso Ornitológico Internacional (IOC) y Clements Checklist/eBird se reconocen dos subespecies, con su correspondiente distribución geográfica:
- Cryptopipo litae suffusa (Griscom, 1932) -  este de Panamá, (Darién, San Blas) y adyacente noroeste de Colombia.
- Cryptopipo litae litae (Hellmayr, 1906) - oeste de los Andes en el oeste de  Colombia y oeste de Ecuador (hacia el sur hasta Pichincha). También en la parte norte de los Andes centrales en el noroeste de Colombia (Antioquia).